# Скифский поход Филиппа II
Скифский поход 339 до н. э. — кампания Филиппа II Македонского против скифов, обитавших к югу от Дуная на территории современной Добруджи.

## Македонская и скифская экспансия
В результате покорения македонянами Одрисского царства границы их владений вышли к землям гетов, обитавших между Гемом и Дунаем, а также к областям, куда осуществляли свою экспансию скифы.
Поскольку политическая история скифов известна лишь фрагментарно, вопрос о том, когда они перешли Дунай и начали покорение области, получившей впоследствии название Малой Скифии, не прояснен. По одному мнению, скифы вторглись в Добруджу незадолго до столкновения с македонянами, по другому, они там появились задолго до 339 до н. э., расселились между Томами и Каллатией, и где-то в этом районе должна была находиться ставка их царя Атея .
Предполагается, что экспансия скифов развивалась параллельно македонской, и в то время как Филипп II постепенно завоевывал раздробленное Одрисское царство, скифы усиливали давление на фракийцев с севера. До поры до времени зоны их экспансии не соприкасались, но покорение Фракийского царства в результате похода 342—341 до н. э. и выход македонской армии к западному берегу Чёрного моря должны были их столкнуть лицом к лицу .
Западнопонтийские греческие города, находившиеся к северу от Гема (Одесс, Дионисополь, Каллатия и др.), и зависевшие от царя Атея, оказывали сопротивление македонянам, опираясь на поддержку скифов. Не исключено, что именно скифы помешали Филиппу в 342 до н. э. установить свой контроль над полисами западного побережья Чёрного моря .
Могущество Атея позволяло ему грозить войной даже Византию, жителям которого он направил предупреждение: «Не вредите моим доходам, чтобы мои кобылицы не пили вашей воды» .

## Конфликт
Именно ко времени осады Византия войсками Филиппа II (340—339 до н. э.) относится обострение отношений между македонянами и скифами. Не исключено, что до этого между ними существовала какая-то договоренность, поскольку отношения Атея с Византием были враждебными, и действия Филиппа против этого города были скифскому царю на руку .
По словам Юстина, когда Атей

находился в затруднительном положении во время войны с истрианами, то через аполлонян он попросил помощи у Филиппа, с тем чтобы усыновить его и сделать его наследником Скифского царства.— Юстин, IX, 2, 1.
Кто такие эти истриане, неясно. Высказывались предположения, что это жители города Истрия, а упоминаемый Юстином царь истриан (rex Histrianorum) — это некий тиран, захвативший власть в городе. По другому предположению, истриане — это племя, обитавшее в низовьях Истра .
Так или иначе, но Филипп отправил на помощь Атею отряд, однако, к тому времени царь истриан умер и угроза для скифов исчезла .

Поэтому Атей, отпустив македонян, приказал им сказать Филиппу, что он не просил у него помощи и не поручал говорить ему об усыновлении, ибо не нуждаются скифы в македонской защите, так как превосходят македонян [в храбрости], да и в наследнике он, [Атей], не нуждается, так как его сын здравствует.— Юстин, IX, 2, 3—4.
Филипп потребовал у Атея денег, чтобы покрыть хотя бы часть расходов на осаду Византия, иначе её придется снять, и упрекая при этом скифского царя в том, что тот даже не оплатил путевые расходы вспомогательного македонского отряда .
В ответ Атей направил Филиппу издевательское послание, в котором говорилось, что

климат в Скифии неблагоприятный, а почва бесплодна; она не только не обогащает скифов, но едва-едва доставляет им пропитание; нет у него богатств, которыми он мог бы удовлетворить столь великого царя, а отделаться небольшой подачкой он считает более непристойным, чем вовсе отказать. Вообще же скифов ценят за доблестный дух и закалённое тело, а не за богатства.— Юстин, IX, 2, 7—9.

## Поход на скифов
Рассвирепев от такого демонстративного неуважения, Филипп снял осаду Византия и выступил в поход на север, рассчитывая, по словам Юстина, не только наказать наглого варвара, но и поправить свои финансы за счёт военной добычи . Современные историки, разумеется, главную причину войны усматривают в желании сокрушить соперника в борьбе за влияние на фракийцев и западнопонтийские города .
Филипп попытался скрыть свои враждебные намерения от Атея, направив к нему послов с заявлением, что, дескать, во время осады дал обет воздвигнуть в устье Истра статую своему предку Гераклу, и потому просит скифов предоставить ему и его войску свободный проход в означенное место .
Атей на это ответил, что если Филиппу так хочется воздвигнуть статую, то пускай он пришлет её к нему, а уж он сам её установит, и даже охрану к ней приставит для сохранности. Ввода же македонских войск на свою территорию он не потерпит, а если Филипп всё-таки вторгнется и поставит свою статую, то после ухода македонцев скифы её все равно низвергнут, а медь, из которой она отлита, пустят на наконечники для стрел .
После обмена этими дипломатическими любезностями Филипп вторгся на земли скифов, и, несмотря на то, что те и правда превосходили македонян и числом и храбростью, разгромил их с помощью какой-то хитрости . Из источников, к сожалению, не известно, в чём она заключалась. В сражении погиб сам царь Атей, которому, по преданию, было уже 90 лет. Македоняне захватили 20 тыс. женщин и детей и столько же «наилучших кобылиц», а вот «золота и серебра не нашлось совсем. Тогда пришлось поверить тому, что скифы действительно очень бедны» .
Относительно последствий этого поражения для скифов опять-таки существуют разные мнения. Одни исследователи полагают, что остатки войска Атея не были изгнаны македонянами из Добруджи, и какое-то время там жили, попав под власть гетов. Другие утверждают, что скифы были выбиты за Дунай, и может быть, даже ушли с левобережья Дуная .
Есть мнение, что 339 год до н. э. стал началом упадка Скифского царства, и даже, что оно распалось после гибели Атея, однако, для последнего предположения нет достаточных оснований .

## Возвращение. Бой с трибаллами
В Македонию войско Филиппа, по-видимому, возвращалось иным путём: пройдя к северу от Гема долиной Искера, затем через один из балканских перевалов и вниз по течению Стримона . Где-то на подходе к Балканскому хребту дорогу им преградили трибаллы, племенное объединение фракийцев, обитавшее к северу от Гема и сохранившее независимость. Они потребовали у Филиппа часть добычи, как плату за проход через свою территорию. Царь отказался, и началось сражение, в котором Филипп «был ранен в бедро, и притом так, что оружие, пройдя через тело Филиппа, убило его коня» . Полагая, что царь убит, македоняне подобрали его тело и в панике бежали, оставив всю добычу в руках противника.
От этой тяжёлой раны Филипп через некоторое время оправился, но охромел. Пара поножей, правая из которых на 3,5 см длиннее левой, была обнаружена у входа в его предполагаемую гробницу в Вергине, что является косвенным доказательством того, что там и в самом деле обнаружены останки этого македонского царя .
Впоследствии, став царем, Александр первым делом отправился в поход на трибаллов и отомстил им за поражение.